# Teatr 77
Teatr 77 (także: Siódemki) – teatr studencki założony w 1969 roku w Łodzi przez Ryszarda Bigosińskiego i Zdzisława Hejduka. Grupa ta była prekursorem nowatorskich działań artystycznych i aktywizujących widzów. Uznana została za jedną z najważniejszych w nurcie alternatywnym w Polsce, co owocowało prezentacjami w Europie (m.in. na największym festiwalu teatralnym Fringe w Edynburgu).

## Opis
Pierwszą siedzibą teatru był klub przy ulicy Piotrkowskiej 77. Później Teatr 77 działał przy ul. Zachodniej 54/56, gdzie dziś mieści się Akademicki Ośrodek Inicjatyw Artystycznych.
Pierwszą produkcją był spektakl Rosjo, żono moja oparty na listach i utworach Aleksandra Błoka.
Spektakle teatralne „siódemek" były głosem młodego pokolenia dotyczącym aktualnych problemów życia społecznego i politycznego (Koło czy tryptyk 1971, Pasja II 1972, Retrospektywa 1973). Najważniejszym kierunkiem działania były przedsięwzięcia teatralne (Wiosna Ludów 1979, Labirynt świata i raj serca 1983, Droga do Delf 1991) organizowane razem z artystami z wielu krajów. Powstawały one w przestrzeniach nieteatralnych (ulice, fabryki, las). 
Teatr występował na terenie całej Polski, brał udział w wielu krajowych festiwalach i przeglądach  (m.in. Łódzkich Spotkaniach Teatralnych, Festiwalu Małych Form w Szczecinie czy Biennale Sztuki dla Dziecka w Poznaniu) oraz w kilkudziesięciu tournee zagranicznych. Grupa była zapraszana w tym czasie na najważniejsze, europejskie festiwale teatralne (m.in. Nancy 1975, La Biennale di Venezia 1975,  Międzynarodowy Festiwal Teatru Otwartego Wrocław 1973, 1978). 
W 1977 r. powstało polsko-szwedzkie widowisko pt. Skrzyżowanie - Krosverg - Corssroads (we współpracy ze sztokholmskim Teater 9) i w tym samym roku Teatr 77 wraz z kilkoma innymi zespołami założył w Mediolanie IFIT (pol. Międzynarodowa Federacja Teatrów Niezależnych).
W 1978 we Wrocławiu powstał projekt Hope, a w 1979 wspólne widowisko z brneńskim „Divadlo na provázku” (obecnie Divadlo Husa na provázku) pt. Wiosna Ludów.
Rok 1979 to także zorganizowanie pierwszego festiwalu IFIT w Sztokholmie i zmiana statusu zespołu Teatru 77. 
W roku 1979 Teatr 77 wraz z kilkoma czołowymi grupami wywodzącymi się z ruchu studenckiego został sprofesjonalizowany i od tego momentu rozpoczęła się realizacja szeregu dużych międzynarodowych autorskich projektów inspirowanych przez Zdzisława Hejduka, m.in.: „Together-Labirynt świata i raj serca" (1983 Kopenhaga), „Droga do Delf" (1984 - 1996), „Chochoły" (1992 Edynburg,1996  Weimar, 1997 Łódź), „Wypędzenie Szczurów z miasta (Łódź, Praga 1991), „Don Kichot – wyprawa" (1999 w Gyulai), a  także  udział w festiwalu w Edynburgu w roku 1992, gdzie za spektakl „Obsługiwałem angielskiego króla" Teatr 77 (wraz z całą polską reprezentacją) otrzymał główną nagrodę  tego Festiwalu Fringe First`s.
W  dekadach 80. i 90. teatr prowadzony przez Zdzisława Hejduka rozwijał także klasyczną działalność teatralną. Do najważniejszych spektakli zrealizowanych w tym okresie (nie tylko przez Hejduka) zaliczyć można: Tren weselny 1982, Clowni 1983,  Coraz trudniej kochać 1986,  Moskwa-Pietuszki 1988, Sybilla 1991, Ja Feuerbach 1991 (grany w różnych międzynarodowych obsadach).
Od 1987 roku, tzn. od momentu przygotowania przez Evę Talską bajki Wołam was wszystkie krasnoludki (oryg. Svolávám všechny skřítky! Královna) i przeprowadzenia w 1991 roku dużej akcji m.in. z udziałem młodzieży szkolnej – widowiska pn. Wyprowadzenie szczurów z miasta, pojawił się w działaniach Teatru nowy nurt – adresowany do młodej widowni. Kontynuacją tej linii były m.in. takie projekty jak „Podróż do Zamku na Wysokiej Skale” czy konkurs  „My na progu nowego wieku”.
W 1991 roku teatr stał się polskim centrum „The European Movement”, organizacji działającej na rzecz zbliżenia europejskiego. Od tego momentu przyjął nazwę Ośrodek Ruchu Europejskiego Teatr 77. 
W roku 1992 radni miasta Łodzi podjęli decyzję o likwidacji Teatru 77 jako jednostki artystycznej i w 1993 instytucja została wykreślona. Teatr powrócił do statusu Stowarzyszenia Teatralnego Teatr 77. Późniejsze prace Zdzisława Hejduka odbywały się jako każdorazowo organizowane specjalne działania artystyczne (jednak zawsze związane nazwą z Teatrem 77).
W 1998 roku teatr został przekształcony w Ośrodek Inicjatyw Artystycznych - Teatr 77 realizujący przedstawienia edukacyjno-artystyczne.